# Fêtes et jours fériés en Côte d'Ivoire
Cet article fournit la liste des jours fériés et chômés en Côte d'Ivoire, ainsi que des fêtes.

## Jours fériés et chômés
La liste des jours fériés en Côte d’Ivoire est dressée dans le Code du travail de 2015 (article 24.2) et le décret no  96-205, modifié par le décret no  2011-371,,.
| Date                        | Nom (selon décret 2011-371)                                                | Remarques                                                                       |
| --------------------------- | -------------------------------------------------------------------------- | ------------------------------------------------------------------------------- |
| 1er janvier                 | Fête du 1er janvier                                                        |                                                                                 |
| Lendemain de Pâques         | Lundi de Pâques                                                            |                                                                                 |
| 1er mai                     | Fête du travail                                                            | Également férié est le lendemain chaque fois que ladite fête tombe un dimanche. |
| 39 jours après Pâques       | Jour de l’Ascension                                                        |                                                                                 |
| 50 jours après Pâques       | Lundi de la Pentecôte                                                      |                                                                                 |
| 7 août                      | Fête Nationale                                                             | Également férié est le lendemain chaque fois que ladite fête tombe un dimanche. |
| 15 août                     | Fête de l’Assomption                                                       |                                                                                 |
| 1er novembre                | Fête de la Toussaint                                                       |                                                                                 |
| 15 novembre                 | Journée Nationale de la Paix                                               |                                                                                 |
| 25 décembre                 | Fête de Noël                                                               | Également férié est le lendemain chaque fois que ladite fête tombe un dimanche. |
| variable (12 rabia al awal) | Lendemain de l’anniversaire de la naissance du Prophète Mahomet (Maouloud) |                                                                                 |
| variable (27 ramadan)       | Lendemain de la nuit du destin (Laïlatou-Kadr)                             |                                                                                 |
| variable (1er chawwal)      | Fête du Ramadan (Aîd-El-Fitr)                                              | Également férié est le lendemain chaque fois que ladite fête tombe un dimanche. |
| variable (10 dhou al-hijja) | Fête de la Tabaski (Aîd-El-Kébir)                                          | Également férié est le lendemain chaque fois que ladite fête tombe un dimanche. |

La nuit du destin (une des dix dernières nuits du ramadan, sur le jour exact, il y a de diverses opinions entre les musulmans des différents pays) est fêtée en Côte d’Ivoire la nuit du 26 au 27 ramadan.

### La date des jours fériés musulmans
Dans le calendrier musulman, chaque mois compte soit 29, soit 30 jours. Si le croissant de lune est observé après le coucher du soleil le 29e jour, le nouveau mois commence le lendemain. Si aucune observation n’est possible, un 30e jour est ajouté, et à la suite commence le nouveau mois, indépendamment d’une observation de la lune. L’observation doit se faire à l’œil nu et avoir lieu sur le territoire de la Côte d’Ivoire et dépend donc des conditions météorologiques juste à ce moment.
En conséquence, la date exacte et définitive des quatre jours fériés, chômés en Côte d’Ivoire qui dépendent du calendrier musulman, n’est connue que peu auparavant : 
- fête du Ramadan (1er chawwal) : 1 jour à l’avance ;
- lendemain de l’anniversaire de la naissance du Prophète Mahomet (12 rabia al awal) : 12 jours à l’avance ;
- lendemain de la nuit du destin (27 ramadan) : 27 jours à l’avance ;
- fête de la Tabaski (10 dhou al-hijja) : 10 jours à l’avance.

Habituellement, le Conseil supérieur des imams, des mosquées et des affaires islamiques en Côte d’Ivoire (COSIM) et le Conseil Suprême des Imams, Organisations et Structures Sunnites (CODISS), après l’observation de la lune dans plusieurs villes sur le territoire ivoirien, publient une déclaration commune pour déterminer la date des fêtes. Ensuite, le Ministère de l’Emploi et de la Protection Sociale de l’État ivoirien publie un décret qui déclare ce même jour comme jour férié et chômé. Ces décrets ne sont généralement promulgués qu’entre 1 et 7 jours avant le jour férié, même si le jour férié est en fait connu plus tôt. Ils ne sont pas non plus toujours disponibles en ligne. Cela rend difficile la planification des tours de travail. Le COSIM publie chaque mois sur son site Internet le calendrier mensuel islamique actuel ; cela permet de connaître les jours fériés un peu plus tôt.

## Calendrier des jours fériés variables
| Date                                                                                               | Nom (selon décret 2011-371)                                                | 2021        | 2022        | 2023       | 2024                                                                              | 2025                 |
| -------------------------------------------------------------------------------------------------- | -------------------------------------------------------------------------- | ----------- | ----------- | ---------- | --------------------------------------------------------------------------------- | -------------------- |
| Lendemain de Pâques                                                                                | Lundi de Pâques                                                            | 05/04/2021  | 18/04/2022  | 10/04/2023 | 01/04/2024                                                                        | 21/04/2025           |
| 39 jours après Pâques                                                                              | Jour de l’Ascension                                                        | 13/05/2021  | 26/05/2022  | 18/05/2023 | 09/05/2024                                                                        | 29/05/2025           |
| 50 jours après Pâques                                                                              | Lundi de la Pentecôte                                                      | 24/05/2021  | 06/06/2022  | 29/05/2023 | 20/05/2024                                                                        | 09/06/2025           |
| 12 rabia al awal                                                                                   | Lendemain de l’anniversaire de la naissance du Prophète Mahomet (Maouloud) | 18/10/2021, | 08/10/2022  | 27/09/2023 | 15/09/2024                                                                        | 05/09/2025 ± 3 jours |
| 27 ramadan                                                                                         | Lendemain de la nuit du destin (Laïlatou-Kadr)                             | 09/05/2021  | 28/04/2022, | 18/04/2023 | 06/04/2024                                                                        | 27/03/2025           |
| 1er chawwal (Également férié est le lendemain chaque fois que ladite fête tombe un dimanche.)      | Fête du Ramadan (Aîd-El-Fitr)                                              | 13/05/2021  | 02/05/2022  | 21/04/2023 | 10/04/2024                                                                        | 30/03/2025           |
| 10 dhou al-hijja (Également férié est le lendemain chaque fois que ladite fête tombe un dimanche.) | Fête de la Tabaski (Aîd-El-Kébir)                                          | 20/07/2021  | 09/07/2022  | 28/06/2023 | 16/06/2024                                                                        | 06/06/2025           |
| Remarques                                                                                          |                                                                            |             |             |            | 12/02/2024 déclaré férié en suite de la victoire de la Côte d'Ivoire dans la CAN, |                      |

## Fêtes locales (non-chômées)
- Abissa à Grand-Bassam ;
- Fête des ignames organisée par les Agnis et les Abrons pour célébrer le tubercule qui a sauvé le peuple ashanti, lors de son départ en exil en Cote d’Ivoire. Elle a lieu en septembre dans plusieurs villages de la région de Dabou, en novembre dans le nord du pays, en février à Abengourou ;
- Fête des générations à Tiagba, au mois de février ;
- Festival des Musiques Urbaines d'Anoumabo (FEMUA), en mai.

## Liens
- Ministère de l’Emploi et de la Protection Sociale
- Conseil supérieur des imams, des mosquées et des affaires islamiques en Côte d'Ivoire (COSIM)
- Conseil Suprême des Imams, Organisations et Structures Sunnites (CODISS) (précédemment appelée Association des musulmans sunnites en Côte d’Ivoire (AMSCI)[31])